# Station Edge Hill
Edge Hill is een spoorwegstation van National Rail in Edge Hill, Liverpool in Engeland. Het station is eigendom van Network Rail en wordt beheerd door Northern Rail. Het stationsgebouwen zijn Grade II* listed.

## Geschiedenis

### Het oorspronkelijke station

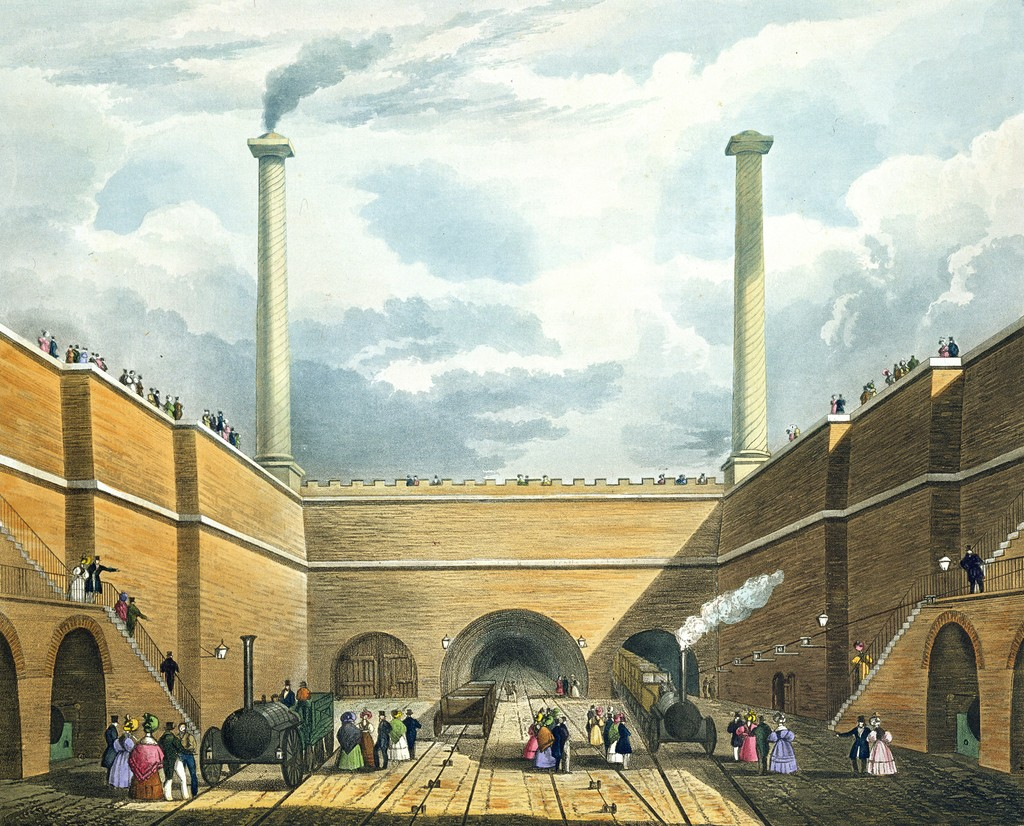
Eerste station Edge Hill

Het eerste station geopend op 15 september 1830, op de Liverpool and Manchester Railway, met drie tunnels aan de westkant. De goederenwagons afgedaald door de zwaartekracht, maar werden getrokken door een motor. Wanneer het eerst opende, was het wit geschilderd, de lichten werden verlicht door gas, en het station werd gebruikt als een promenade door de bezoekers.
Het station werd zelden gebruikt door passagiers, omdat het zo dicht bij het station Crown Street lag. Het werd gebruikt voor het koppelen en ontkoppelen van locomotieven.

### Het nieuwe station
De beslissing om een nieuwe tunnel naar Lime Street Station te bouwen, heeft geleid tot de bouw van een nieuw station verder naar het noorden. Het nieuwe station werd geopend in 1836, en is sindsdien continu in gebruik.

## Lay-out
Op het westen, zijn er twee tunnels zichtbaar vanaf de platforms.
De meest noordelijke tunnel is het Waterloo Tunnel, en de zuidelijke tunnel leidt naar Liverpool Lime Street. Het station bestaat uit twee eiland-platforms, elk met een oorspronkelijke gebouw, dat dateert uit 1836. Dit maakt Edge Hill een van 's werelds oudste passagierstations.
Network Rail aangevraagde bouwvergunning in november 2016 te renoveren het station.

## Treindiensten
- 1tpu naar Manchester Oxford Road
- 1tpu naar Manchester Victoria
- 1tpu naar Warrington Bank Quay
- 5tpu naar Liverpool Lime Street
- 2tpu naar Wigan North Western